# Lincoln (condado de Penobscot)
Lincoln es un lugar designado por el censo ubicado en el condado de Penobscot en el estado estadounidense de Maine. En el Censo de 2010 tenía una población de 2.884 habitantes y una densidad poblacional de 135,78 personas por km².

## Geografía
Lincoln se encuentra ubicado en las coordenadas 45°21′46″N 68°30′6″O / 45.36278, -68.50167. Según la Oficina del Censo de los Estados Unidos, Lincoln tiene una superficie total de 21.24 km², de la cual 19.23 km² corresponden a tierra firme y (9.45%) 2.01 km² es agua.

## Demografía
Según el censo de 2010, había 2.884 personas residiendo en Lincoln. La densidad de población era de 135,78 hab./km². De los 2.884 habitantes, Lincoln estaba compuesto por el 96.67% blancos, el 0.49% eran afroamericanos, el 0.69% eran amerindios, el 0.38% eran asiáticos, el 0% eran isleños del Pacífico, el 0.14% eran de otras razas y el 1.63% pertenecían a dos o más razas. Del total de la población el 0.97% eran hispanos o latinos de cualquier raza.